# 宇部蒲鉾
宇部蒲鉾株式会社（うべかまぼこ、英: UBEKAMABOKO CO.,LTD.）は、かつて存在した山口県宇部市に本社を置く、水産練製品製造業者である。「宇部かま」ブランドの蒲鉾を主力商品として展開している。2024年3月1日以降、株式会社北九州ニッスイ宇部工場として操業している。

## 概要
1941年（昭和16年）12月に、宇部市内の蒲鉾業者10軒の企業合同により、宇部かまぼこ合同組合として設立された（初代組合長は柳屋元助）。その後1944年（昭和19年）2月17日には株式会社に改組し、宇部水産練製品工業株式会社に改称、1949年（昭和24年）には宇部蒲鉾株式会社に改称した。
各種魚肉練り製品を製造・販売しており、4つの直営店（本社、新山口駅新幹線口2階、山口井筒屋宇部店、イズミゆめタウン山口店内宇部蒲鉾直売店）のほか全国の百貨店やスーパーマーケット等の店舗で取り扱われている。蒲鉾の材料には、長崎県の五島灘、天草灘から毎日水揚げされる新鮮な高級魚「エソ」や霜降山天然清水等を使用している。
本社工場内には、蒲鉾製造の過程を見学することが出来る見学者用通路が設置されており、主に宇部市内の小学校の社会見学や、産業観光ツアーなどで利用されている。

## 主な商品
- 新川（しんせん）（1963年〜）
- 嶺雪（みねゆき）（1950年〜）
- 銀雪（ぎんせつ）（1956年〜）
- 蒲さし（1976年〜）
- 極一ちくわ（ごくいち）

## 沿革
- 1941年（昭和16年）12月 - 宇部市内の水産練製品業者10店が企業整備令により企業合同、宇部蒲鉾合同製造販売組合が発足。
- 1944年（昭和19年）2月17日 - 法人化により宇部水産練製品工業株式会社を設立。
- 1949年（昭和24年）4月 - 社名を宇部蒲鉾株式会社に変更。
- 1956年（昭和31年）5月 - 日本で最初となるケーシング詰蒲鉾の製造・発売を開始。
- 1958年（昭和33年）4月 - 宇部市東本町に、東本町工場完成。
- 1984年（昭和59年） - シンボルマークとロゴタイプ採用によりCI導入。
- 1991年（平成3年）6月 - 宇部市大字川上に本社・工場を新築移転。
- 2001年（平成13年）10月 - かまぼこ歴史館完成。
- 2023年（令和5年）10月31日 - 水産練り製品の市場縮小やコロナ禍での原材料高騰による債務超過を理由として、北九州ニッスイへの生産設備・商標を含めた事業譲渡について同社と合意[1]。11月29日の臨時株主総会で承認可決した[2][3]。2024年2月末までは生産や販売を継続し、3月1日をめどに北九州ニッスイの宇部工場となる予定[4]。

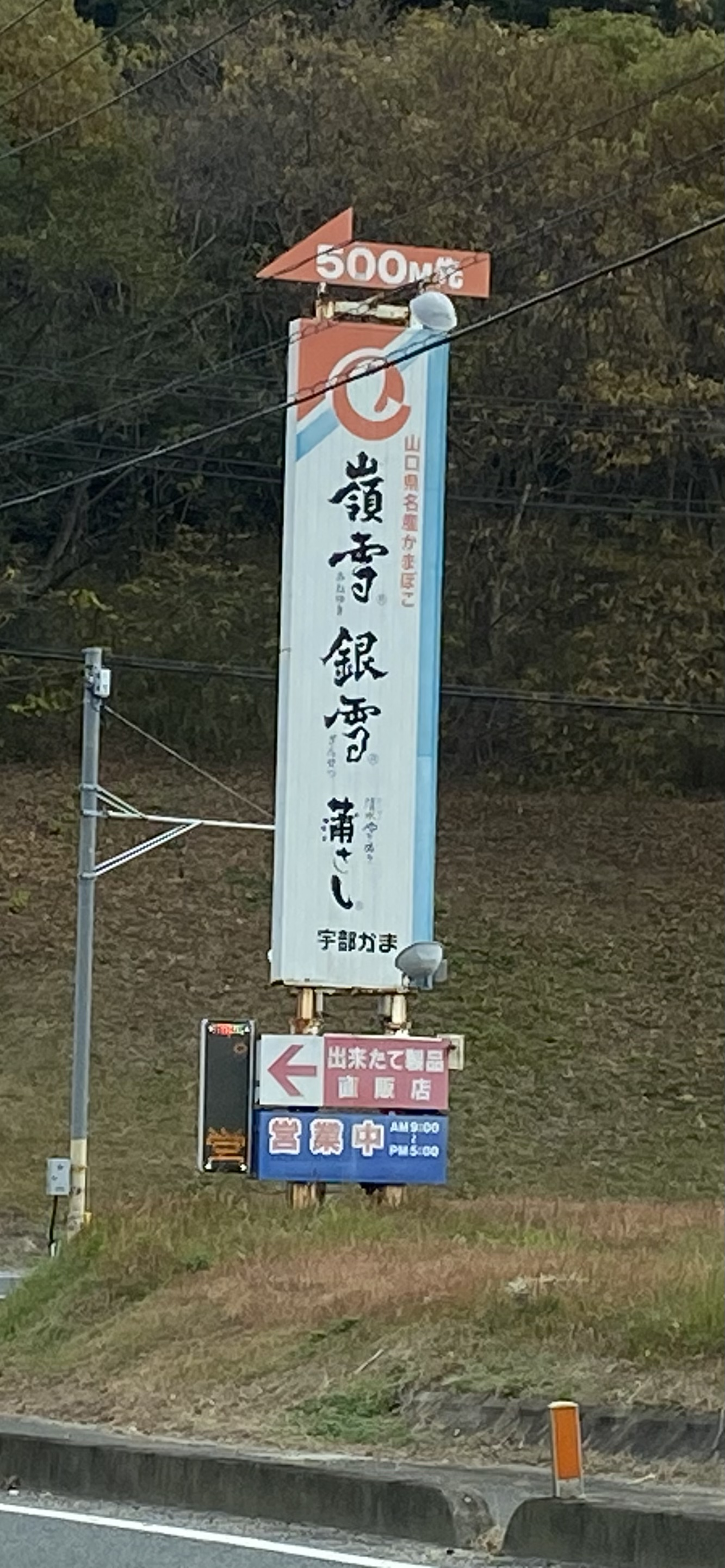
宇部蒲鉾の看板
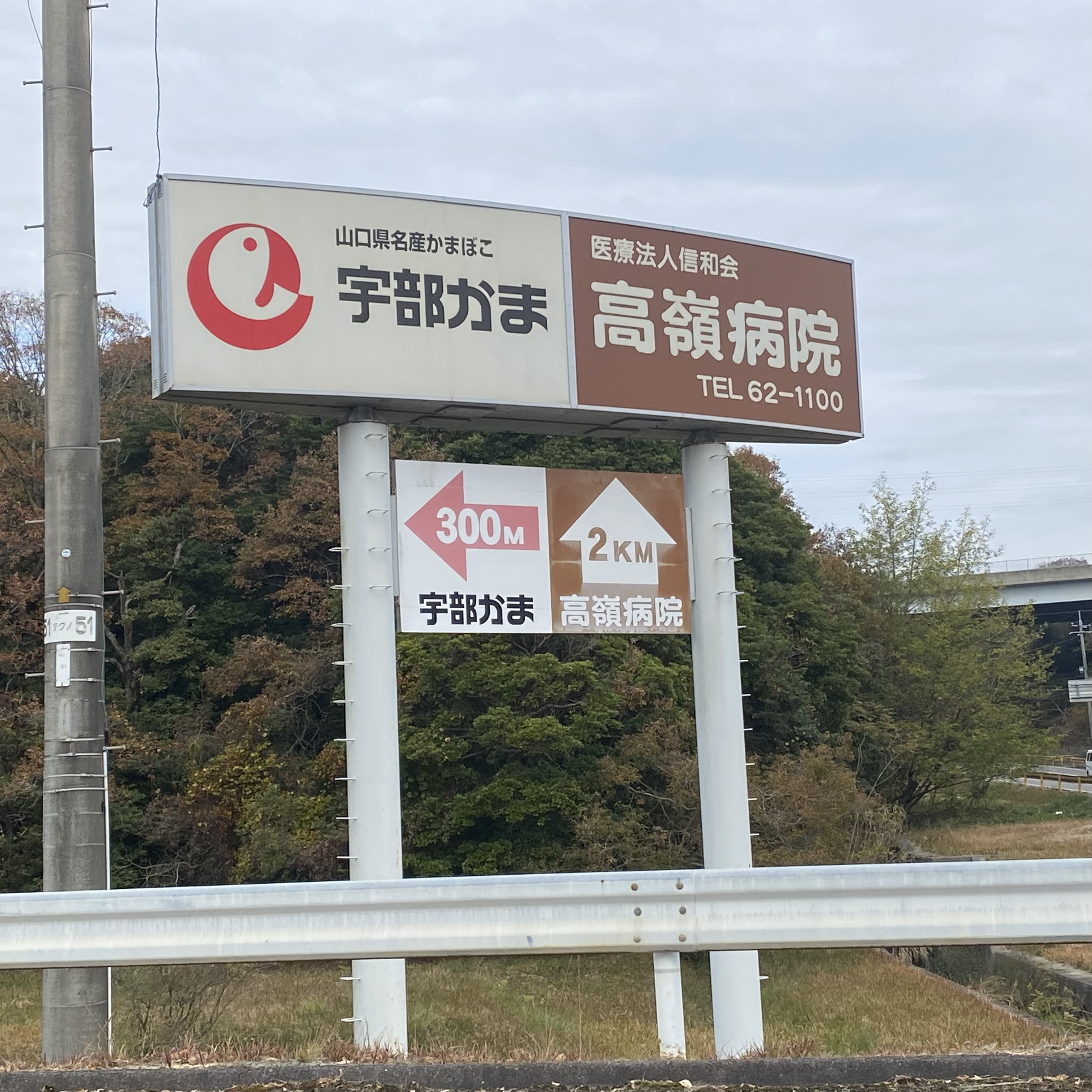
宇部蒲鉾の看板

## 受賞歴
賞や製品名は当時の名称をそのまま記載。
| 受賞年     | 賞                                               | 受賞                                                                 |
| ---------- | ------------------------------------------------ | -------------------------------------------------------------------- |
| 1954年11月 | 第7回全国蒲鉾品評会                              | 農林大臣賞「焼抜蒲鉾」                                               |
| 1955年11月 | 第8回全国蒲鉾品評会                              | 農林大臣賞「焼竹輪」                                                 |
| 1966年11月 | 第19回全国蒲鉾品評会                             | 農林大臣賞「板付焼かまぼこ」                                         |
| 1973年11月 | 第6回山口県水産加工祭                            | 農林大臣賞「嶺雪」                                                   |
| 1974年2月  | 第26回全国蒲鉾品評会                             | 農林大臣賞「嶺雪」                                                   |
| 1976年12月 | 第8回山口県水産加工祭                            | 水産庁長官賞「蒲さし（5本入り）」                                    |
| 1977年10月 | 第9回山口県水産加工祭                            | 水産庁長官賞「蒲さし」                                               |
| 1977年11月 | 第30回全国蒲鉾品評会                             | 農林大臣賞「特選銀雪」                                               |
| 1978年10月 | 第14回山口県水産加工祭                           | 山口県知事賞「新川」                                                 |
| 1980年4月  | 第29回全国水産加工たべもの展                     | 水産庁長官賞「蒲さし」                                               |
| 1981年10月 | 第13回山口県水産加工祭                           | 水産庁長官賞「嶺雪」                                                 |
| 1982年11月 | 第35回全国蒲鉾品評会                             | 農林水産大臣賞「特選新川」                                           |
| 1983年3月  | 第32回全国水産加工たべもの展                     | 水産庁長官賞「新川」                                                 |
| 1984年3月  | 第33回全国水産加工たべもの展                     | 大阪府知事賞「銀雪」                                                 |
| 1986年10月 | 第39回全国蒲鉾品評会                             | 農林水産大臣賞「特級新川」                                           |
| 1986年10月 | 第18回山口県水産加工展                           | 水産庁長官賞                                                         |
| 1990年10月 | 第22回山口県水産加工展                           | 水産庁長官賞「粒チーズちくわ（7本箱入）」                            |
| 1991年10月 | 第23回山口県水産加工展                           | 水産庁長官賞「特級新川」                                             |
| 1992年10月 | 第24回山口県水産加工展                           | 農林水産大臣賞「特級嶺雪3本函入り」                                  |
| 1992年11月 | 第45回全国蒲鉾品評会                             | 農林水産大臣賞「特級新川」                                           |
| 1995年11月 | 第48回全国蒲鉾品評会                             | 農林水産大臣賞「特級嶺雪」                                           |
| 1999年10月 | 第52回全国蒲鉾品評会                             | 農林水産大臣賞「天然魚」                                             |
| 2001年10月 | 第33回山口県水産加工展                           | 農林水産大臣賞「箸板かまぼこ」                                       |
| 2002年3月  | 第51回全国水産加工たべもの展                     | 水産庁長官賞「つづみちくわ」                                         |
| 2002年10月 | 第34回山口県水産加工展                           | 山口県知事賞「粒チーズちくわ」                                       |
| 2002年11月 | 第55回全国蒲鉾品評会                             | 栄誉大賞（全国蒲鉾水産加工業協同組合連合会）「特級嶺雪」             |
| 2003年2月  | 山口県特産品振興奨励賞                           | 奨励賞（山口県知事）「つづみちくわ」                                 |
| 2003年4月  | 全国観光土産品連盟                               | 推奨状「新川」、「嶺雪」、「銀雪」、「蒲さし」、「つづみちくわ」     |
| 2003年11月 | 第56回全国蒲鉾品評会                             | 栄誉大賞（全国蒲鉾水産加工業協同組合連合会）「特級嶺雪」             |
| 2004年10月 | 第57回全国蒲鉾品評会                             | 栄誉大賞（全国蒲鉾水産加工業協同組合連合会）「特級新川」             |
| 2005年10月 | 第58回全国蒲鉾品評会                             | 栄誉大賞（全国蒲鉾水産加工業協同組合連合会）「特級新川」             |
| 2005年10月 | 第37回山口県水産加工展                           | 宇部市長賞「極一ちくわ」                                             |
| 2006年3月  | 第55回全国水産加工たべもの展                     | 大阪府知事賞「新川」                                                 |
| 2007年     | 山口県知事賞「吟撰蒲さし松茸風味」               | 山口県知事賞「吟撰蒲さし松茸風味」                                   |
| 2008年     | 第40回山口県水産加工展                           | 山口県知事賞「新竹」                                                 |
| 2009年2月  | 第61回全国蒲鉾品評会                             | 栄誉大賞（全国蒲鉾水産加工業協同組合連合会）「特級新川」             |
| 2009年10月 | 第41回山口県水産加工展                           | 水産庁長官賞（山口県・山口県水産加工業連合会）「炙りセット」         |
| 2010年2月  | 第59回全国水産加工たべもの展                     | 大阪府知事賞（全国蒲鉾水産加工たべもの展運営委員会）「蒲さし（白）」 |
| 2010年2月  | 第62回全国蒲鉾品評会                             | 栄誉大賞（全国蒲鉾水産加工業協同組合連合会）「極一ちくわ」           |
| 2010年10月 | 第42回山口県水産加工展                           | 山口県知事賞「柚子鳴門巻」                                           |
| 2011年3月  | 第63回全国蒲鉾品評会                             | 農林水産大臣賞「ハーフえそ入り竹輪5本入」                            |
| 2011年10月 | 第43回山口県水産加工展                           | 山口県知事賞「すべて長州とりごぼう」                                 |
| 2012年10月 | 第44回山口県水産加工展                           | 山口県知事賞「銘茶鳴門巻」                                           |
| 2012年10月 | 平成24年度食品衛生功労者及び食品衛生優良施設表彰 | 厚生労働大臣表彰                                                     |
| 2013年10月 | 第45回山口県水産加工展                           | 「吟撰竹輪チーズ3本入」                                              |
| 2014年3月  | 第66回全国蒲鉾品評会                             | 栄誉大賞（全国蒲鉾水産加工業協同組合連合会）「特級嶺雪」             |
| 2014年10月 | 山口県特産品振興奨励賞                           | 奨励賞（山口県知事）「銘茶鳴門巻」                                   |
| 2014年10月 | 第46回山口県水産加工展                           | 山口県知事賞「かぼすinちーずちくわ2本入り」                          |
| 2015年3月  | 第67回全国蒲鉾品評会                             | 東京海洋大学学長賞「かぼすinちーずちくわ5本入り」                    |
| 2015年3月  | 第67回全国蒲鉾品評会                             | 栄誉大賞「えそづくり」                                               |
| 2015年10月 | 山口県特産品振興奨励賞                           | 奨励賞（山口県知事）「吟撰鱧の竹輪」                                 |
| 2015年10月 | 第47回山口県水産加工展                           | 水産庁長官賞「ハーフはも入り竹輪」                                   |
| 2016年2月  | 第63回全国水産加工たべもの展                     | 農林水産大臣賞「特級新川」                                           |
| 2016年3月  | 第68回全国蒲鉾品評会                             | 栄誉大賞「特級嶺雪」                                                 |
| 2016年10月 | 第48回山口県水産加工展                           | 水産庁長官賞「うにinちーずちくわ3本入り」                            |
| 2017年3月  | 第69回全国蒲鉾品評会                             | 水産庁長官賞「特級嶺雪」                                             |
| 2017年10月 | 第49回山口県水産加工展                           | 水産庁長官賞「めんたいinちーずちくわ3本入り」                        |
| 2017年12月 | BRUTUS『手みやげグランプリ2017-2018』            | 練り物部門・グランプリ（第一位）「なんこつ天」                       |
| 2018年2月  | 第64回全国水産加工たべもの展                     | 大阪府知事賞「なんこつ天」                                           |
| 2018年3月  | 第70回全国蒲鉾品評会                             | 農林水産大臣賞「特級嶺雪」                                           |
| 2018年10月 | 第50回山口県水産加工展                           | 水産庁長官賞「うに粒ちーずちくわ」                                   |
| 2019年3月  | 第71回全国蒲鉾品評会                             | 栄誉大賞「特級嶺雪」                                                 |
| 2019年11月 | 第51回山口県水産加工展                           | 奨励賞「けずりかまぼこ」                                             |
| 2020年2月  | 第65回全国水産加工たべもの展                     | 大阪府知事賞「蒲さし」                                               |
| 2020年3月  | 第72回全国蒲鉾品評会                             | 栄誉大賞「特級嶺雪」                                                 |
| 2020年10月 | 山口県特産品振興奨励賞                           | 奨励賞（山口県知事）「うに粒チーズ竹輪」                             |
| 2020年11月 | 第52回山口県水産加工展                           | 山口県知事賞「燻製チーズ竹輪」                                       |
| 2022年3月  | 第66回全国水産加工たべもの展                     | 大阪府知事賞「ふわっとかまぼこ」                                     |
| 2022年3月  | 第73回全国蒲鉾品評会                             | 栄誉大賞「特級嶺雪」                                                 |

## かまぼこ歴史館
本社敷地内にある、蒲鉾の歴史と昔の蒲鉾製造方法を人形や模型で紹介する施設。日本庭園を持つ各種会合施設「清水庵」が隣接している。
- 営業時間: 10:00 - 14:00
- 閉館日 - 毎週水曜日および日曜日、祝日